# Saint-Nazaire-d'Acton (Quebec)

Saint-Nazaire-d'Acton é uma municipalidade no centro de Quebec, Canadá, no Condado de Acton. 

## Estatísticas
De acordo com o censo canadense de 2001:
- População: 905
- % Crescimento (1996-2001): -2,9
- Moradores: 336
- Área (km²): 57,94
- Densidade (pessoas por km²): 15,6

## Comunidades
- Royville
- Saint-Nazaire

|                               | Norte: Saint-Eugène, Saint-Germain-de-Grantham |                |
| Oeste: Sainte-Hélène-de-Bagot | Saint-Nazaire-d'Acton                          | Leste: Wickham |
|                               | Sul: Upton, Saint-Théodore-d'Acton             |                |